# Humilité de Faenza
Sainte Humilité (Humilitas ; italien : Umiltà) (c. 1226 - 22 mai 1310) est l'une des fondatrice de l'Ordre de Vallombreuse. 

## Biographie
Née Rosanna Negusanti, dans une famille noble de Faenza, elle est mariée à l'âge de quinze ans à un noble nommé Ugoletto (Ugonotto) dei Caccianemici (mort en 1256). Elle a deux enfants, morts en bas âge. En 1250, Ugoletto devient moine après s'être remis d'une maladie qui l'a presque tué. Rosanna entre dans le même double monastère de chanoines nommé Saint Perpetua, près de Faenza, se fait religieuse et prend le nom de Humilitas . 
Elle devient anachorète dans une cellule attachée à l'église Vallombrosane de Saint Apollinaire à Faenza, où elle vit comme ermite ou recluse pendant douze ans.   
Elle est canonisée le 27 janvier 1720 par le pape Clément XI. 
Sa fête est célébrée le 22 mai. 
Les reliques d'Humilté et de sa disciple Margherita sont vénérées au couvent de Spirito Santo à Varlungo, près de Florence.

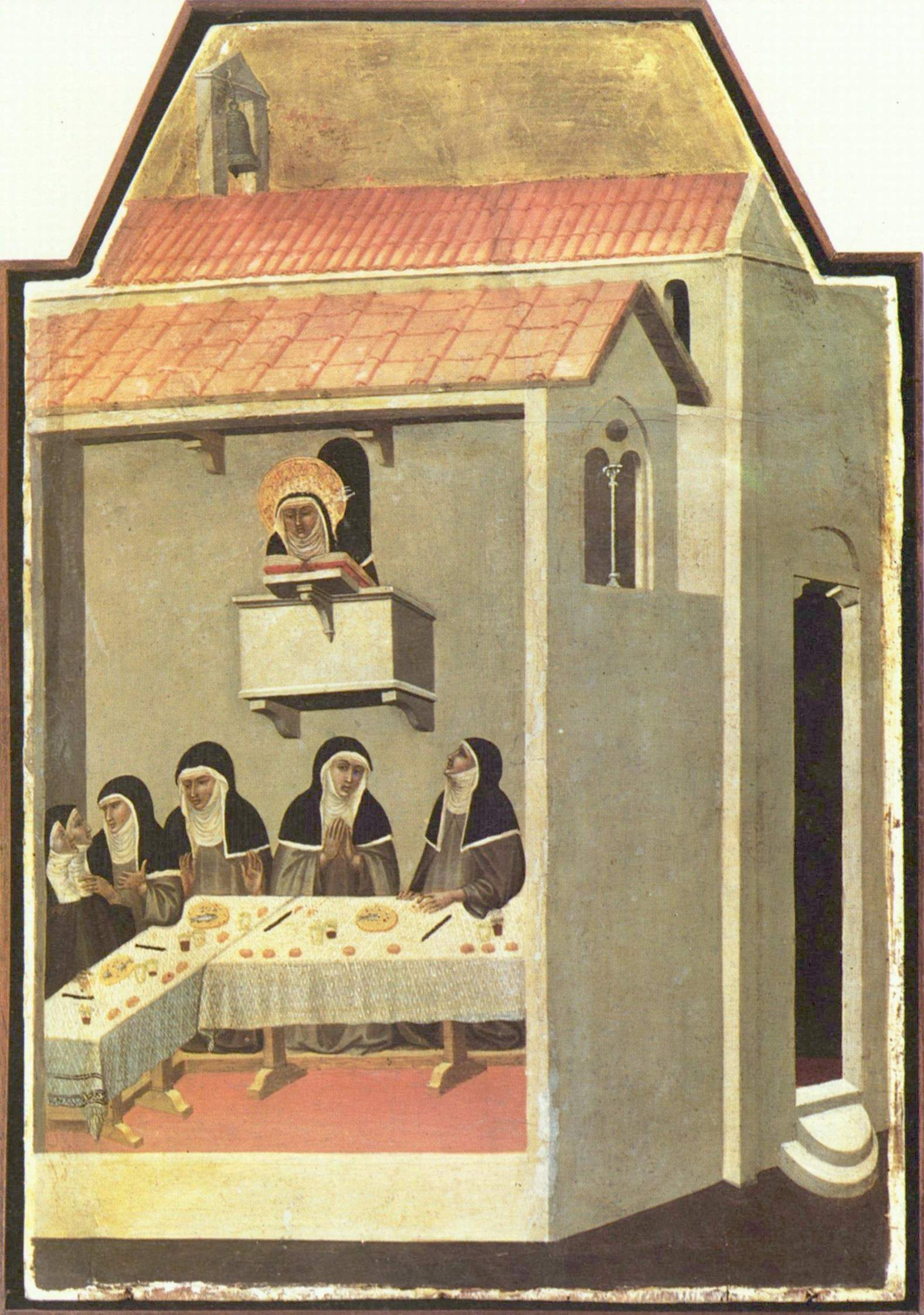
Scène de la vie de Sainte Humilité. Fresque de Pietro Lorenzetti.